# Nash Motors
Nash Motors – dawne amerykańskie przedsiębiorstwo branży motoryzacyjnej zajmujące się produkcją samochodów osobowych z siedzibą w Kenosha. Marka należała do amerykańskiego koncernu American Motors.

## Historia
Przedsiębiorstwo powstało w 1916 roku, gdy Charles Williams Nash, dawny dyrektor generalny General Motors nabył założoną w 1902 roku spółkę Thomas B. Jeffery Company, produkującą m.in. samochody marki Rambler. W 1924 roku Nash Motors wykupiło spółkę LaFayette Motors, a w 1937 roku połączyło się z przedsiębiorstwem Kelvinator, które produkowało sprzęt AGD, tworząc spółkę Nash-Kelvinator. 
1 maja 1954 roku doszło do połączenia Nash-Kelvinator z Hudson Motor Car Company, w wyniku którego powstał koncern American Motors Corporation (AMC). Zakłady Nash w Kenosha stały się oddziałem koncernu. Produkcja samochodów pod marką Nash została zakończona przez AMC z końcem 1957 roku, kiedy zlikwidowano oddział Nash i utworzono oddział Rambler. 
Poza własną marką Nash Motors produkowało także samochody pod markami Ajax (1925-1926), LaFayette (1934-1937) oraz Rambler (1950-1954). W ramach koncernu AMC w zakładach Nash produkowano także samochody pod marką Hudson (1955-1957).

## Modele samochodów
- 600 (1940 – 1949)
- Rambler (1950 – 1955)
- Statesman (1950 – 1956)
- Ambassador (1952 – 1957)
- Metropolitan (1954 – 1962)

## Galeria

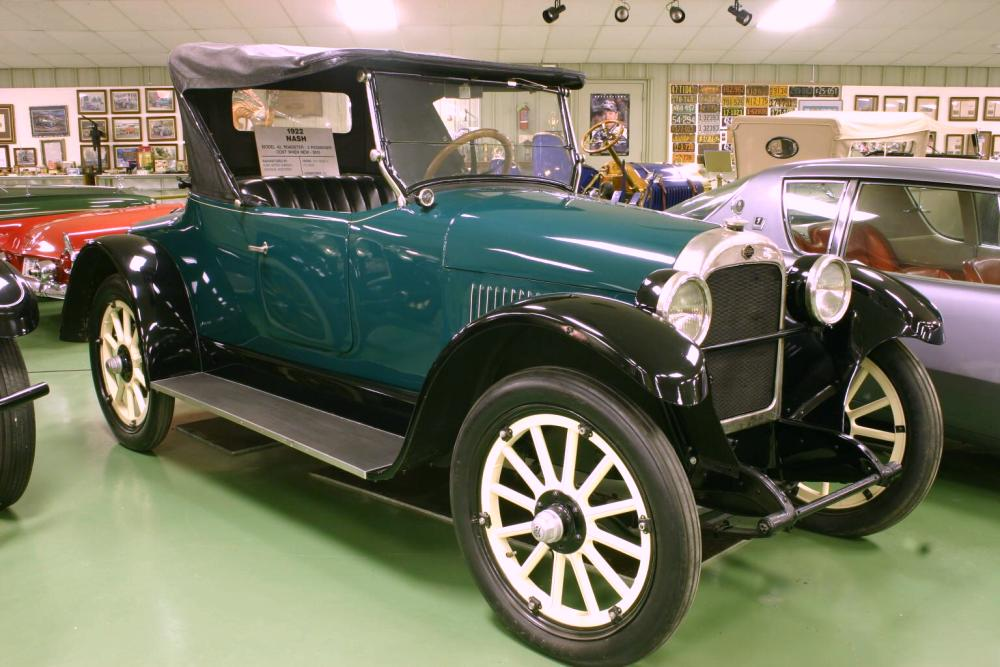
1922 Nash Roadster Model 42
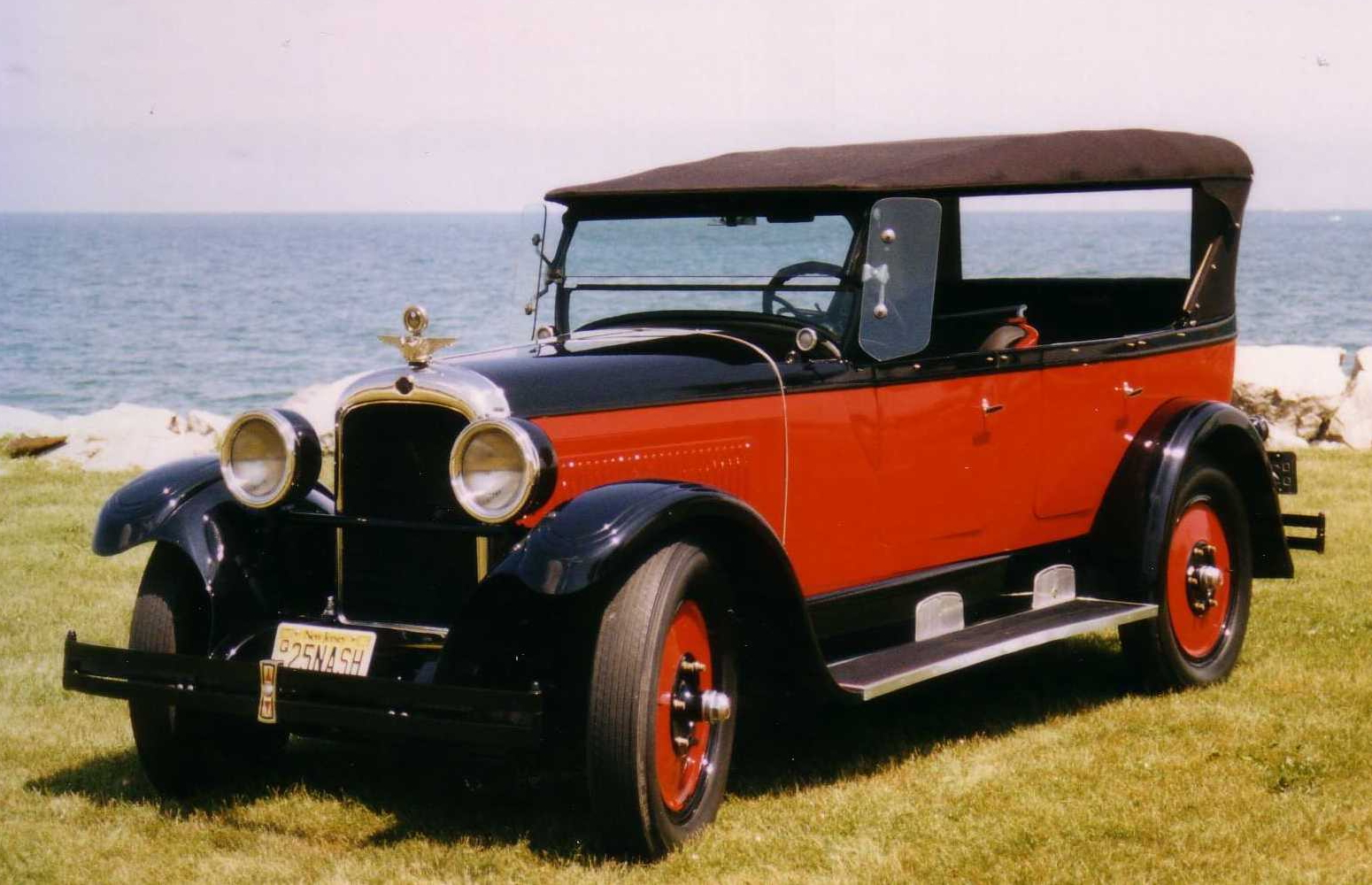
Nash 1925
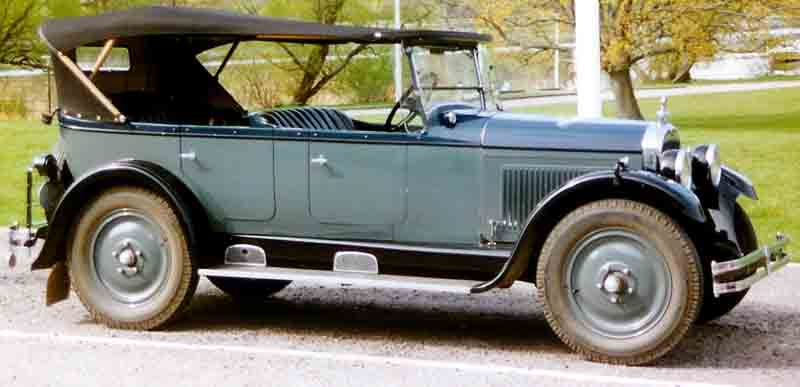
Nash Six Touring 1927
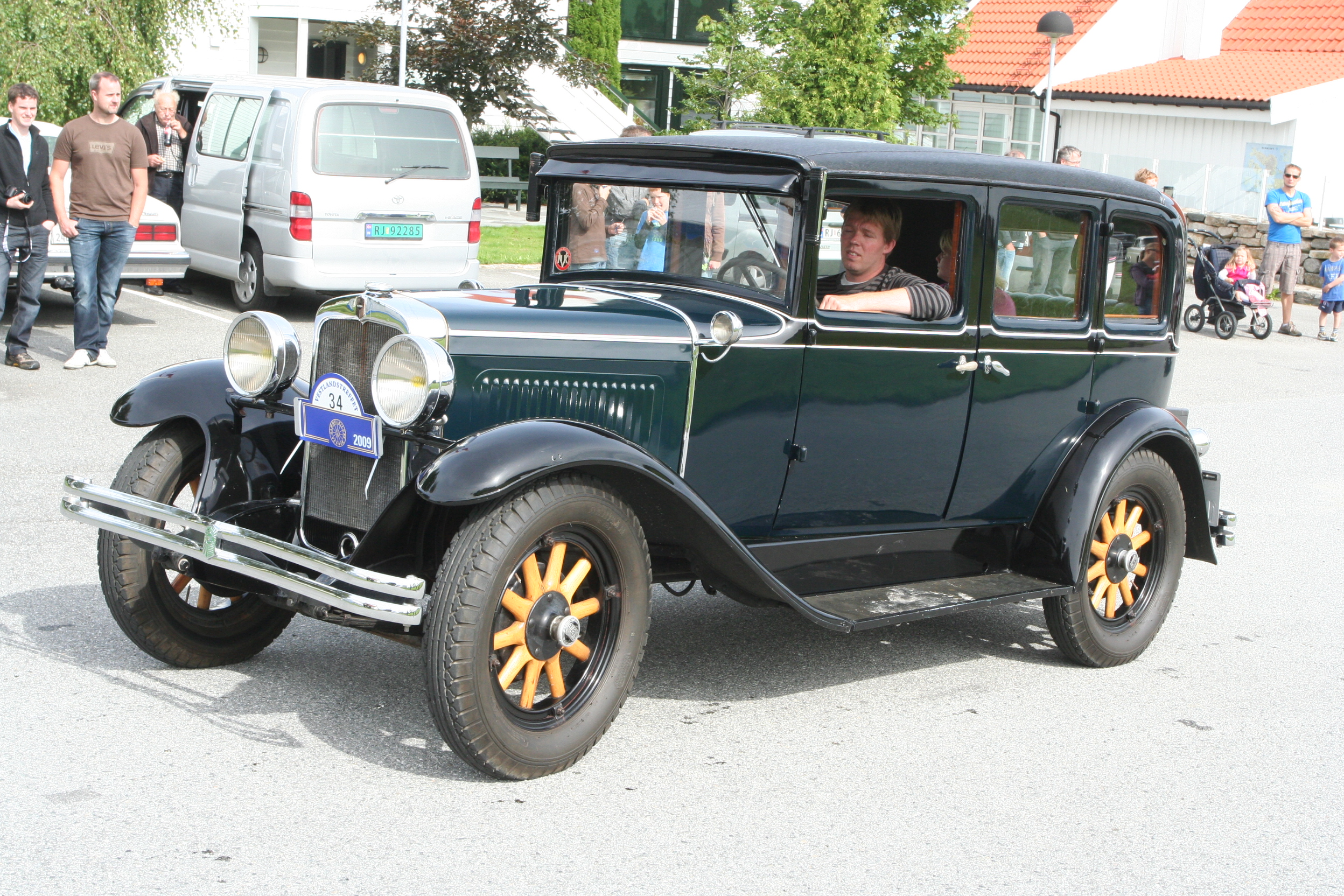
Nash 400 1929
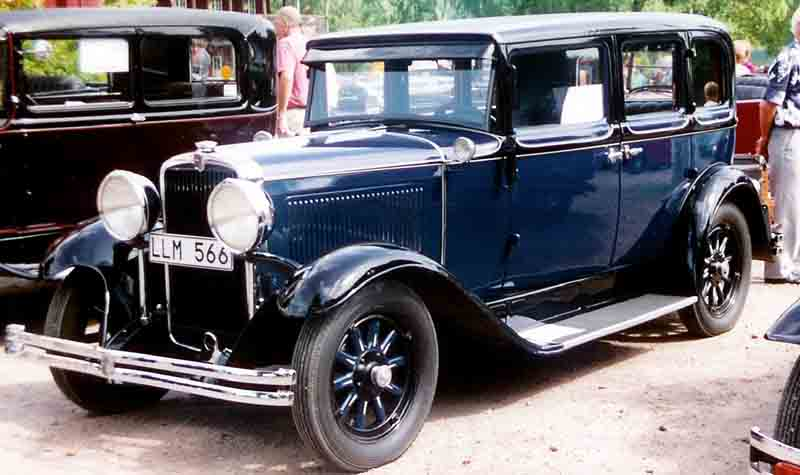
Nash Single Six Series 450 4-Door Sedan 1930
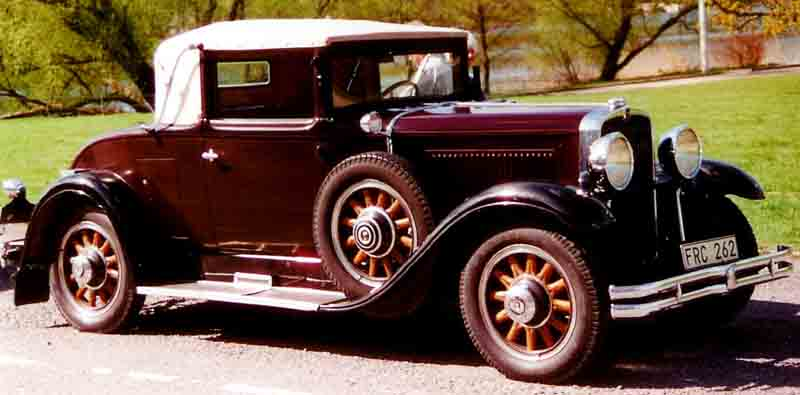
Nash Twin-Ignition Six Series 481 Convertible Coupé 1930
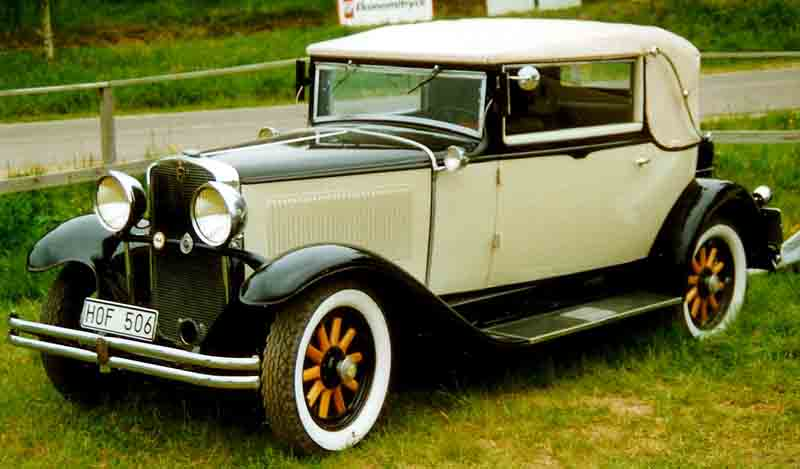
Nash Series 871 Convertible Sedan 1931
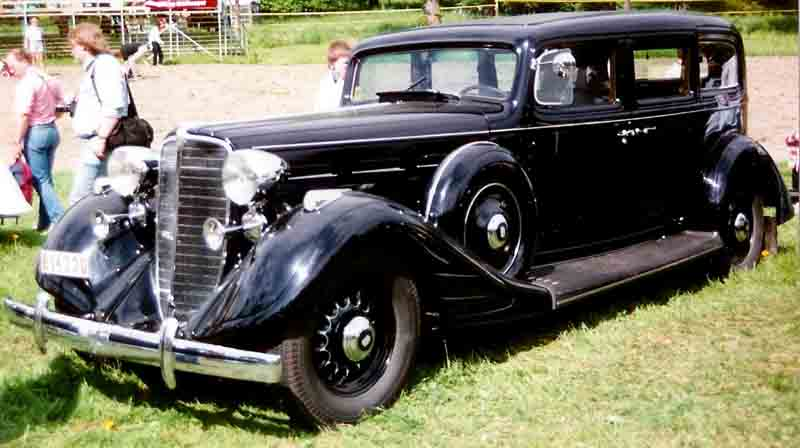
Nash Ambassador Eight 4-Door Sedan 1934
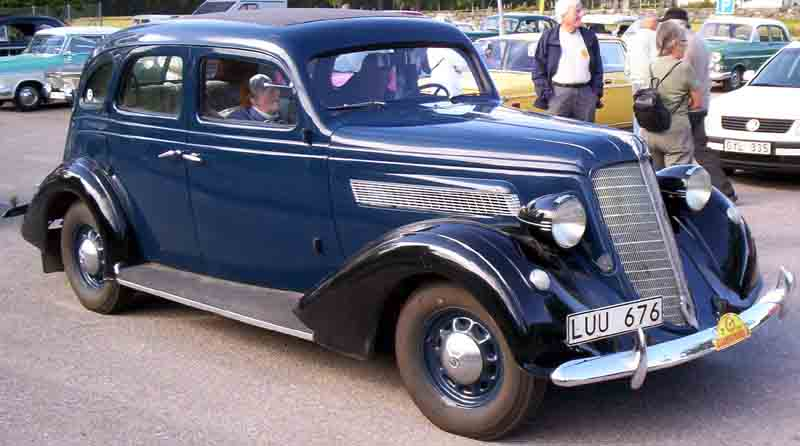
Nash Advanced Six Series 3520 4-Door Sedan 1935
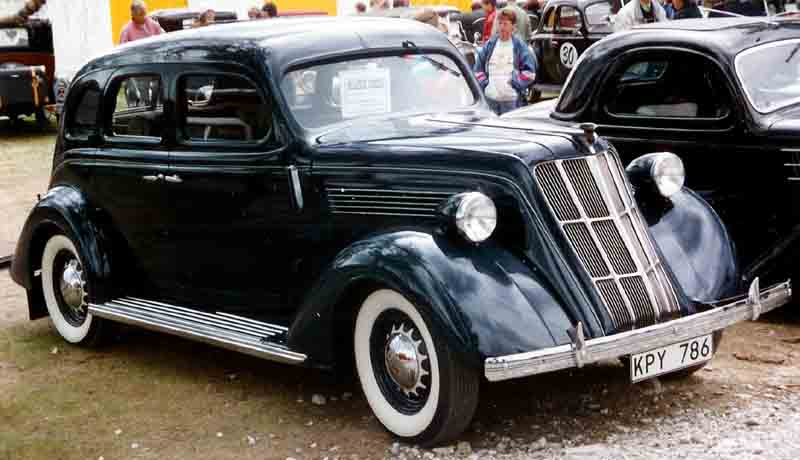
Nash 3540 400 4-Door Sedan 1935
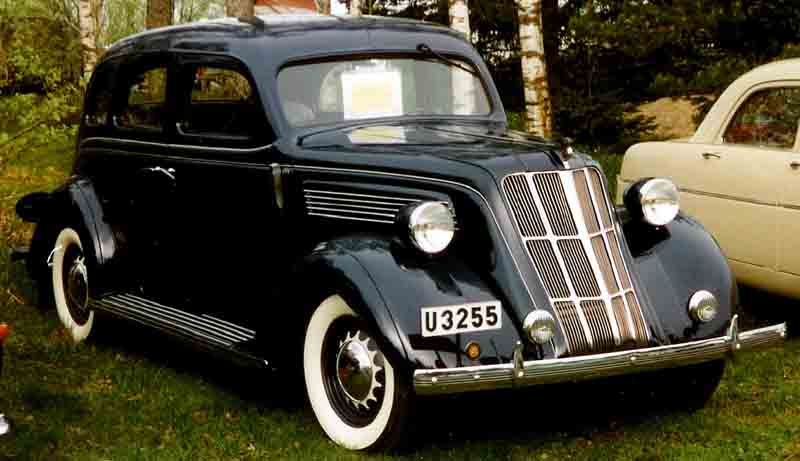
Nash 3540 400 4-Door Sedan 1935
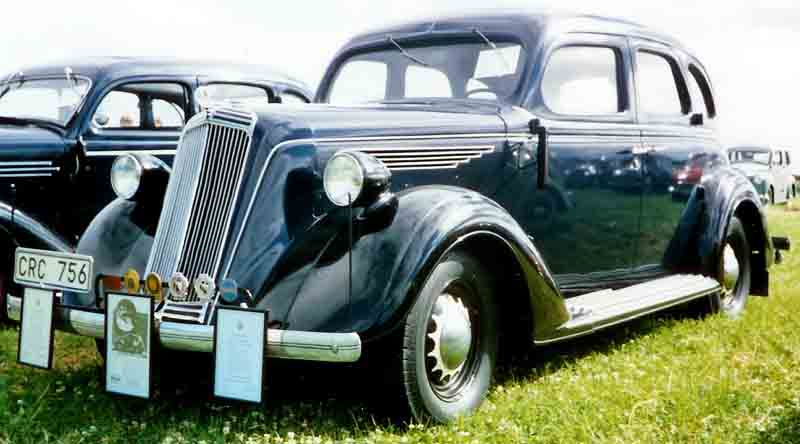
Nash Lafayette Series 3610 4-Dooor Sedan 1936
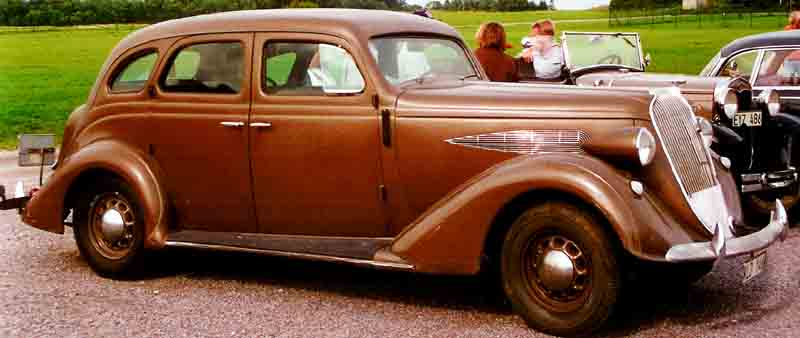
Nash Ambassador Six 3620 4-Door Sedan 1936
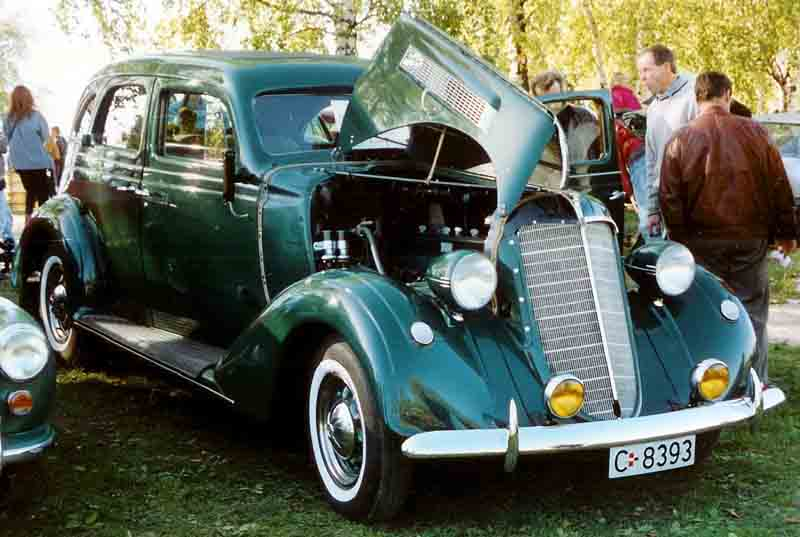
Nash 4-Door Sedan
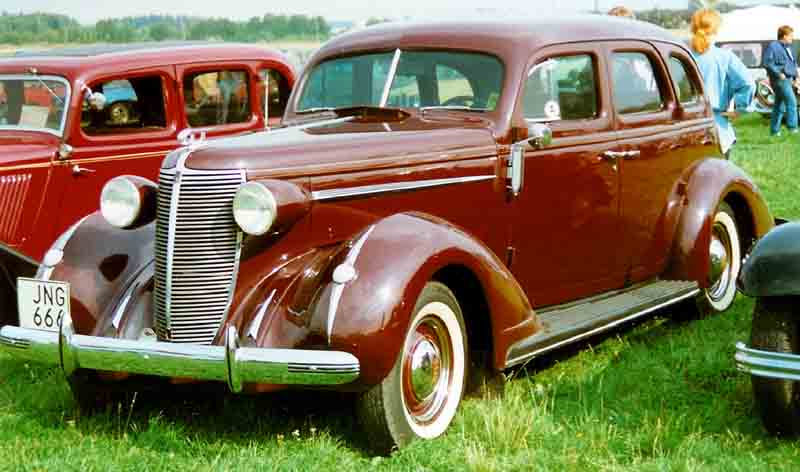
Nash Ambassador Six Series 3728 4-Door Sedan 1937
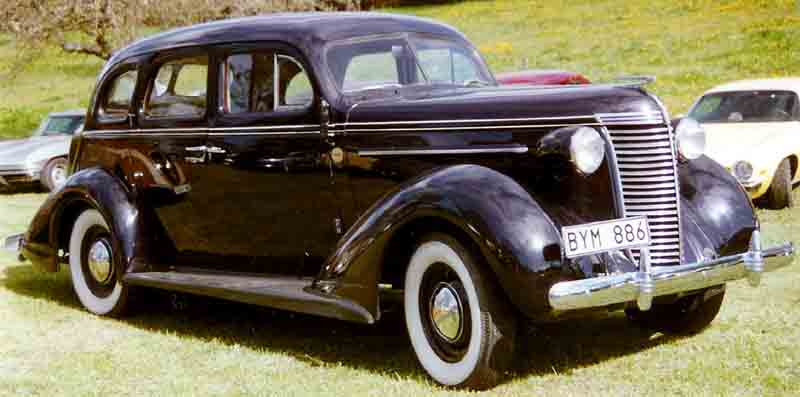
Nash Lafayette Series 3818 4-Door Sedan 1938
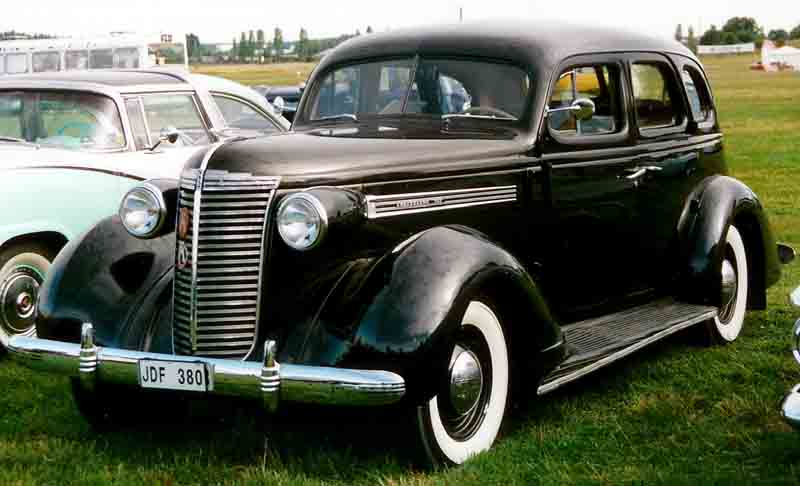
Nash Ambassador Six Series 3828 4-Door Sedan 1938
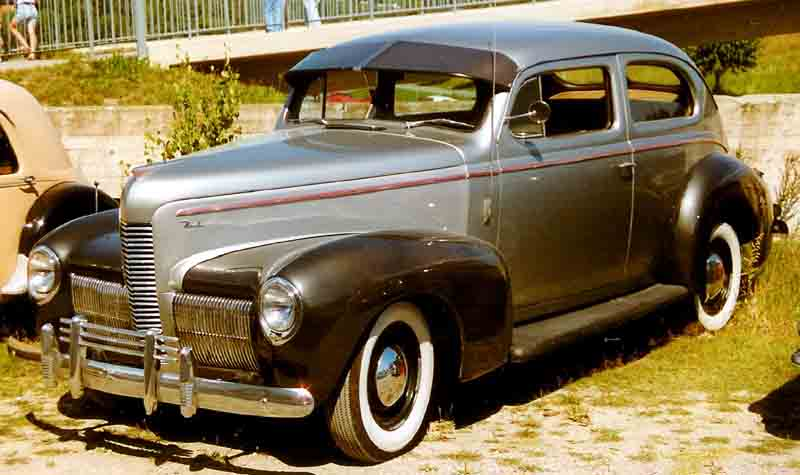
Nash 2-Door Sedan 1940
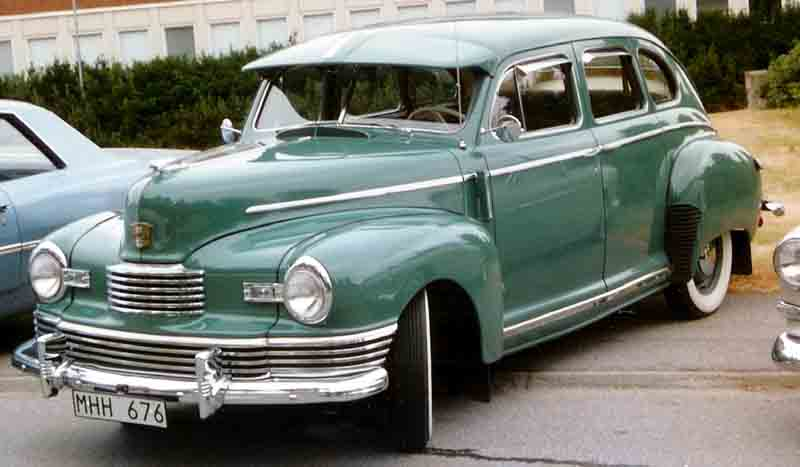
Nash 4-Door Sedan 1946
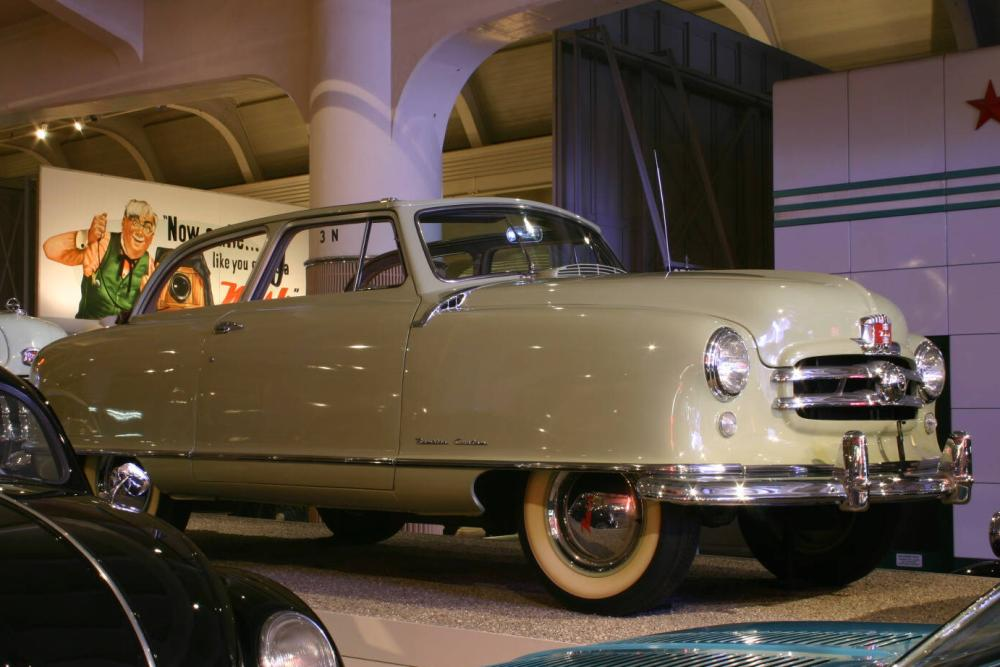
1950 Nash Rambler Convertible Coupe